# Атлетика на Летњим параолимпијским играма 2016 — 100 метара за жене Т37
Трка на 100 метара у класи 37 за жене, била је једна од 29 дисциплина атлетског програма на Летњим параолимпијским играма 2016. у Рио де Жанеиру, Бразил. Такмичење је одржано 8. и 9. септембра на Олимпијском стадиону Жоао Авеланж.

## Земље учеснице
Учествовало је 11 такмичарки из 10 земаља.
1. Венецуела (1)
2. Јужноафричка Република (1)
3. Кина (1)
4. Колумбија (1)
5. Намибија (1)
6. Немачка (2)
7. Никарагва (1)
8. Тунис (1)
9. Уједињено Краљевство (1)
10. Француска (1)

## Рекорди пре почетка такмичења
(стање 8. септембра 2016.)
| Рекорди пре почетка Параолимпијских игара 2016.     | Рекорди пре почетка Параолимпијских игара 2016. | Рекорди пре почетка Параолимпијских игара 2016. | Рекорди пре почетка Параолимпијских игара 2016. | Рекорди пре почетка Параолимпијских игара 2016. | Рекорди пре почетка Параолимпијских игара 2016. |
| --------------------------------------------------- | ----------------------------------------------- | ----------------------------------------------- | ----------------------------------------------- | ----------------------------------------------- | ----------------------------------------------- |
| Светски рекорд                                      | 13,39                                           | Georgina Hermitage                              | Велика Британија                                | Лафборо, Уједињено Краљевство                   | 16. октобар 2008.                               |
| Параолимпијски рекорд                               | 13,88                                           | Лиза Макинтош                                   | Аустралија                                      | Сиднеј, Аустралија                              | 25. октобар 2000.                               |
| Рекорди после завршених Параолимпијских игара 2016. |                                                 |                                                 |                                                 |                                                 |                                                 |
| Светски рекорд                                      | =13,39                                          | Georgina Hermitage                              | Велика Британија                                | Рио де Жанеиро, Бразил                          | 8. септембар 2016.                              |
| Параолимпијски рекорд                               | 13,39                                           | Georgina Hermitage                              | Велика Британија                                | Рио де Жанеиро, Бразил                          | 8. септембар 2016.                              |
| Светски рекорд                                      | 13,13                                           | Georgina Hermitage                              | Велика Британија                                | Рио де Жанеиро, Бразил                          | 9. септембар 2016.                              |
| Параолимпијски рекорд                               | 13,13                                           | Georgina Hermitage                              | Велика Британија                                | Рио де Жанеиро, Бразил                          | 9. септембар 2016.                              |

## Сатница
| Датум              | Време | Ниво               |
| ------------------ | ----- | ------------------ |
| 8. септембар 2016. | 19:51 | Квалификације (Г1) |
| 8. септембар 2016. | 19:58 | Квалификације (Г2) |
| 9. септембар 2016. | 17:36 | Финале             |

Сва времена су по локалном времену (UTC+3)

## Освајачи медаља
|                                           |                               |                             |
| Georgina Hermitage · Уједињено Краљевство | Манди Франсоа-Ели · Француска | Јескарли Медина · Венецуела |

## Резултати

### Квалификације
Квалификације су одржане 8.9.2016. годину у 19:51 и 19:58. Такмичарке су биле подељене у две групе. У финале су се пласирале прве 3 такмичарке из сваке групе и 2 на основу резултата.,,
| Пласман | Група | Атлетичарка                | Земља                  | Класа | ЛР    | ЛРС   | Резултат | Белешка          |
| ------- | ----- | -------------------------- | ---------------------- | ----- | ----- | ----- | -------- | ---------------- |
| 1.      | 2     | Georgina Hermitage         | Уједињено Краљевство   | Т37   | 13,39 | 13,39 | 13,39    | КВ, =СР, ПР, =ЛР |
| 2.      | 1     | Манди Франсоа-Ели          | Француска              | Т37   | 13,20 | 13,65 | 13,69    | КВ               |
| 3.      | 2     | Неда Бахи                  | Тунис                  | Т37   | 14,22 | 14,22 | 13,97    | КВ, РР, ЛР       |
| 4.      | 2     | Марија Сеиферт             | Немачка                | Т37   | 14,01 | 14,08 | 14,06    | КВ, ЛРС          |
| 5.      | 1     | Јескарли Медина            | Венецуела              | Т37   | 14,04 | 14,04 | 14,11    | КВ               |
| 6.      | 1     | Јохана Бенсон              | Намибија               | Т37   | 14,23 | 14,62 | 14,23    | кв, =ЛР          |
| 7.      | 1     | Јингли Ли                  | Кина                   | Т37   | 14,18 |       | 14,25    | кв, ЛРС          |
| 8.      | 2     | Лизел Гоувс                | Јужноафричка Република | Т37   | 14,50 | 14,99 | 14,88    | кв, ЛРС          |
| 9.      | 1     | Изабел Фердер              | Немачка                | Т37   | 14,31 | 14,31 | 15,04    |                  |
| 10.     | 2     | Дајана Анјуор Гера Белтран | Колумбија              | Т37   | 15,38 | 15,38 | 16,33    |                  |
| 11.     | 1     | Џенифер Осејо              | Никарагва              | Т37   | 18,52 | 18,52 | 18,18    | ЛР               |

### Финале
Финале је одржано 9.9.2016. годину у 17:36.,,
| Пласман | Атлетичарка        | Земља                  | Класа | Резултат | Белешка    |
| ------- | ------------------ | ---------------------- | ----- | -------- | ---------- |
|         | Georgina Hermitage | Уједињено Краљевство   | Т37   | 13,13    | СР, ПР, ЛР |
|         | Манди Франсоа-Ели  | Француска              | Т37   | 13,45    | ЛРС        |
|         | Јескарли Медина    | Венецуела              | Т37   | 13,85    | РР, ЛР     |
| 4.      | Неда Бахи          | Тунис                  | Т37   | 13,88    | РР, ЛР     |
| 5.      | Јингли Ли          | Кина                   | Т37   | 14,05    | РР, ЛР     |
| 6.      | Марија Сеиферт     | Немачка                | Т37   | 14,13    |            |
| 7.      | Јохана Бенсон      | Мароко                 | Т37   | 14,16    | ЛР         |
| 8.      | Лизел Гоувс        | Јужноафричка Република | Т37   | 14,84    | ЛРС        |